# Europaflagge
Die Europaflagge zeigt zwölf goldene, fünfzackige Sterne im Kreis angeordnet auf blauem Hintergrund. Sie wurde 1955 vom Europarat als europäische Flagge eingeführt und 1986 von den Europäischen Gemeinschaften als Symbol für all ihre Institutionen übernommen. Heute ist sie als Symbol der Europäischen Union sehr bekannt, wird aber auch von anderen europäischen Staaten verwendet, die nicht Mitglied der EU sind.
Die Hintergrundfarbe wird offiziell als „azur“ oder blau bezeichnet. Meist wird ein ultramarinblauer Farbton verwendet. Die Anzahl der Sterne, zwölf, ist als Symbol der Vollkommenheit, Vollständigkeit und Einheit gedacht. Anders als in früheren Flaggen der EGKS steht sie nicht für eine Anzahl von Mitgliedstaaten. Ihrer symbolischen Bedeutung entsprechend bleibt die Zahl unverändert (die EG hatte 1986 zwölf Mitgliedsländer, der Europarat hat inzwischen 46 Mitgliedsländer, die EU 27).

## Geschichte

Abgelehnte Flaggenentwürfe

Erster Entwurf von Duncan Sandys

Hertensteiner Kreuz

Der Europarat suchte seit seiner Gründung im Jahr 1949 nach einem Symbol für das zusammenwachsende Europa. Am 18. August 1950 beriet der Europarat erstmals über das Vorhaben einer offiziellen Flagge für Europa. In der Folgezeit erreichten mehr als 200 Vorschläge den Europarat. Das Generalsekretariat legte später zehn farbige Entwürfe zur Diskussion vor, unter anderem:
- Die Flagge der Paneuropa-Union des Grafen Coudenhove-Kalergi, die eine goldene Sonne (Symbol für die Aufklärung) mit rotem Kreuz (Symbol für die Menschlichkeit)[7] auf blauem Grund zeigt. Sie wurde von den meisten Mitgliedern favorisiert, konnte jedoch gegen den Widerstand der Türkei, die jeden Entwurf mit einem Kreuz ablehnte, nicht durchgesetzt werden.
- Ein Entwurf von Duncan Sandys, dem Schwiegersohn Winston Churchills, der ein grünes (ursprünglich rotes) „E“ auf weißem Grund zeigt. Die Flagge war erstmals 1949 bei einer europäischen Wirtschaftskonferenz in London gehisst worden und wurde zunehmend als europäisches Symbol verwendet und als offizielles Symbol wahrgenommen. Sie wurde abgelehnt, weil einem reinen Buchstabensymbol zu wenig emotionale Bindungskraft zugeschrieben wurde. Von Spöttern wurde sie als „Churchills Unterhosen“ bezeichnet. Sie ist heute Emblem der Europa-Union Deutschland und einiger Schwesterorganisationen in der Union Europäischer Föderalisten. Ab Juli 1984 konnte das „grüne E“ als Aufkleber für die Windschutzscheibe eines Kraftfahrzeugs verwendet werden, um anzuzeigen, dass sich nur Bürger aus der EWG im Fahrzeug befinden und keine zu verzollenden Waren mitgeführt werden.[8] Seit Inkrafttreten des Schengener Abkommens ist diese Plakette obsolet.
- Ein Entwurf eines aus Politikern und Heraldikern bestehenden Komitees, der in Anknüpfung an das Olympia-Symbol acht silberne, ineinander verschränkte Ringe zeigt. Er wurde mit einer Kette aus lauter Nullen und einer Telefonwählscheibe verglichen und ebenfalls verworfen.
- Ein Entwurf von Carl Weidl Raymon, der einen einzigen goldenen Stern auf blauem Grund vorsah und zunächst von Paul M. G. Lévy, der als Direktor des Informations- und Pressedienstes im Europarat die Vorschläge sichtete, favorisiert wurde. Er wurde mit Blick auf die Ähnlichkeit insbesondere mit der damaligen Flagge des Kongo (Leopoldville) verworfen.

Die Union Europäischer Föderalisten verwendete bei ihrer Gründung 1946 das sogenannte Hertensteiner Kreuz, das die Schweizer Europa-Union bei ihrer Gründung 1934 eingeführt hatte. Im Februar 1949 wurde jedoch zusammen mit dem Rest der Europäischen Bewegung der o. g. Entwurf von Duncan Sandys übernommen. Ursprünglich von der „Sozialistischen Bewegung für die Vereinigten Staaten von Europa“ mit rotem Hintergrund als neues Symbol vorgesehen, änderte Duncan Sandys dies 1948 beim Europakongress in Den Haag nach Intervention seines Schwiegervaters Winston Churchill, dem das Rot der Flagge missfiel. Heute verwendet auch die Europäische Bewegung die Europaflagge. Das grüne E wird noch von den Europäischen Föderalisten verwendet.
Am 25. September 1953 beschloss die Beratende Versammlung des Europarates zunächst eine Flagge aus fünfzehn goldenen Sternen auf blauem Grund, die die Zahl der damaligen Mitglieder des Europarates repräsentieren sollten. Dem widersetzte sich jedoch Deutschland, weil damit das Saarland, eines der 15 Mitglieder, symbolisch als eigener Staat anerkannt worden wäre. Das Saarland und Frankreich wiederum wollten 14 Sterne nicht akzeptieren, da es im Saarland noch starke Tendenzen zu einer staatlichen Unabhängigkeit gab. Die Zahl von 13 Sternen schied aus, weil die 13 von vielen als Unglückszahl gesehen wurde. Auch die Zahl von zehn Sternen schied aus, weil man sie als Symbol der zehn Gründerstaaten betrachtete, was auch nicht gewünscht war. So einigte man sich schließlich auf die Zahl Zwölf als rein symbolisches Zeichen.
Die Beratende Versammlung empfahl die Annahme dieses Entwurfes durch das Ministerkomitee am 25. Oktober 1955 (Empfehlung 88 von 1955). Das Ministerkomitee beschloss die Flagge und die heraldische Beschreibung am 8. Dezember 1955 in der Resolution (55) 32. Am 13. Dezember 1955 wurde sie in Paris offiziell eingeführt.
Die Beratende Versammlung des Europarates forderte mit dem Annahmebeschluss von 1955 die anderen europäischen Institutionen auf, diese Flagge anzunehmen. Auf Initiative Ingo Friedrichs, CSU-Europaabgeordneter und langjähriger Vizepräsident des Europäischen Parlaments, stellten daraufhin am 31. Oktober 1979 achtzehn Abgeordnete des Europäischen Parlaments den Antrag „über die Schaffung einer Europa-Fahne für die Europäische Gemeinschaft“.

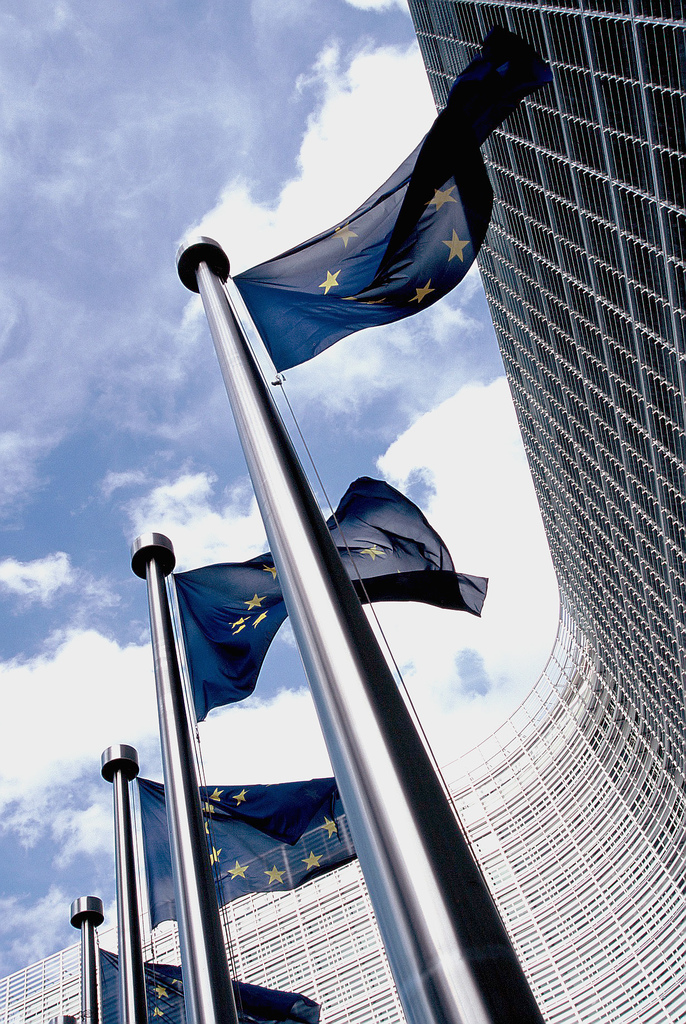
Flaggen vor dem Sitz der Europäischen Kommission

Im November 1979 beauftragte das Europäische Parlament den CDU-Europaabgeordneten Kai-Uwe von Hassel in einem offiziellen Parlamentsbericht, das Problem der Flagge zu lösen, und die bestehende Uneinheitlichkeit zu überwinden. Bis dahin hatten fast alle europäischen Organe eine eigene Flagge in Gebrauch.
Am 11. April 1983 wurde im Europäischen Parlament mit überwältigender Mehrheit eine Resolution zur Übernahme der vom Europarat verwendeten Flagge angenommen. Auch der Abschlussbericht des Adonnino-Ausschusses schlug die Übernahme der Europaratsflagge vor, was im Juni 1985 vom Europäischen Rat von Mailand angenommen wurde. Nachdem der Europarat seine Zustimmung signalisiert hatte und die übrigen Organe der Europäischen Gemeinschaft zugestimmt hatten, wurde die neue Flagge am 29. Mai 1986 erstmals feierlich vor dem Gebäude der Europäischen Kommission zu den Klängen der Europahymne gehisst.
In der inzwischen verworfenen europäischen Verfassung war die Europaflagge als offizielles Symbol der Union festgelegt. Auf Betreiben des Vereinigten Königreichs tauchen aber weder eine offizielle Hymne noch andere offizielle Symbole wie diese Flagge im EU-Reformvertrag auf, auf den sich der Europäische Rat im Oktober 2007 verständigt hat. Dennoch fungiert die Europaflagge auch weiterhin als (so gut wie offizielles) Symbol der EU.
Der Bundestagspräsident Norbert Lammert änderte 2011 mit Zustimmung des Deutschen Bundestags die Dienstanweisung zur Beflaggung der Dienstgebäude. Seit dem 9. Mai 2011 wird zusätzlich zur Bundesflagge je eine Europaflagge vor den Eingängen West und Ost des Reichstagsgebäudes gehisst. Eine weitere Europaflagge wird auf dem südöstlichen Turm des Reichstagsgebäudes gehisst, während die anderen drei Türmen mit der Bundesflagge beflaggt werden.

## Flagge der Montanunion
Die Europäische Gemeinschaft für Kohle und Stahl (kurz EGKS oder Montanunion) verwendete eine eigene Flagge, da die heutige Europaflagge damals noch spezifisch dem Europarat zugeordnet wurde. Die EGKS-Flagge bestand aus einem blauen und einem schwarzen Streifen mit jeweils einer Reihe Sterne darin. Der blaue Streifen stand dabei für das Eisen, der schwarze für die Kohle und die Sterne für die Mitglieder. Letzteres führte dazu, dass sich ihre Anzahl im Verlauf der Jahre änderte.

Flagge der EGKS bei der Gründung 1951
Flagge der EGKS ab 1973, Beitritte Dänemarks, Irlands und des Vereinigten Königreichs
Flagge der EGKS ab 1981, Beitritt Griechenlands
Flagge der EGKS ab 1986, Beitritt Portugals und Spaniens

Seit dem Auslaufen des EGKS-Vertrages 2002 ist die Flagge obsolet.

## Flagge der Westeuropäischen Union
Auch die 1948 als Brüsseler Pakt (auch bekannt als Westunion) gegründete Westeuropäische Union hatte eine eigene Flagge. Bei ihrer Gründung verwendete sie eine Flagge, die ein rotes, ein goldenes, ein schwarzes, ein weißes und ein blaues Rechteck ineinander zeigte. In dem inneren, blauen Rechteck befanden sich fünf ineinander verschlungene Ringe, die für die fünf Gründungsmitglieder (Frankreich, Vereinigtes Königreich, Belgien, Niederlande, Luxemburg) standen. Mit dem Ausbau zur Westeuropäischen Union wurde auch eine neue Flagge eingeführt. Diese hatte ein nun ein rein blaues Flaggentuch mit der französischen und englischen Abkürzung für Westeuropäische Union in der Mitte. Darum waren in einem Halbkreis neun Sterne angeordnet, welche für die inzwischen neun Mitglieder standen. Mit dem Beitritt Griechenlands 1995 wurde ein zehnter Stern hinzugefügt. Seit Auflösung der Westeuropäischen Union Ende Juni 2011 ist auch diese Flagge obsolet.

Flagge des Brüsseler Paktes bzw. der Westunion bei Gründung 1948
Flagge der Westeuropäischen Union (WEU) bis 1993 nach Beitritten Deutschlands und Italiens 1954 sowie Spaniens und Portugals 1990
Flagge der WEU bis 2011 nach Beitritt Griechenlands 1995

## Urheberschaft
Ein Mitarbeiter des Postdienstes des Europarates, Arsène Heitz, der eine Reihe von Entwürfen vorgelegt hatte, wird mitunter als Urheber der Flagge genannt, und behauptete in einem Interview auch selbst, Urheber zu sein. In den Archiven befinden sich viele Entwürfe von Heitz mit Sternen, allerdings mit 15, 16, 11 und 13 Sternen in unterschiedlicher Anordnung. Paul M. G. Lévy focht die Urheberschaft Heitzs in einem Interview an und behauptete, er selbst habe die Flagge mit zwölf Sternen schon vorgeschlagen, bevor sie vom Europarat so beschlossen wurde, und habe auch die endgültige Zeichnung angefertigt.
Anerkannt ist, dass Heitz und Lévy gemeinsam sowie Hanno F. Konopath wohl fast gleichzeitig den Entwurf mit 15 Sternen vorgelegt hatten, der zunächst von der Beratenden Versammlung beschlossen wurde. Ob Heitz oder Lévy Urheber der Flagge mit zwölf Sternen waren, ist ungeklärt. Daneben behauptet auch der ehemalige Chef-Grafiker der Europäischen Gemeinschaft Arthur Eisenmenger, eine blaue Europaflagge mit weißem Sternenkranz entworfen zu haben.

## Offizielle Symbolik
In der amtlichen Erläuterung des Beschlusses des Ministerkomitees des Europarates vom 9. Dezember 1955 zur Annahme der Flagge heißt es zur Symbolik:

„Gegen den blauen Himmel der westlichen Welt stellen die Sterne die Völker Europas in einem Kreis, dem Zeichen der Einheit, dar. Die Zahl der Sterne ist unveränderlich auf zwölf festgesetzt, diese Zahl versinnbildlicht die Vollkommenheit und die Vollständigkeit … Wie die zwölf Zeichen des Tierkreises das gesamte Universum verkörpern, so stellen die zwölf goldenen Sterne alle Völker Europas dar, auch diejenigen, welche an dem Aufbau Europas in Einheit und Frieden noch nicht teilnehmen können.“

## Inoffizielle Interpretationen

Carlo Dolci: Madonna mit Sternenkranz

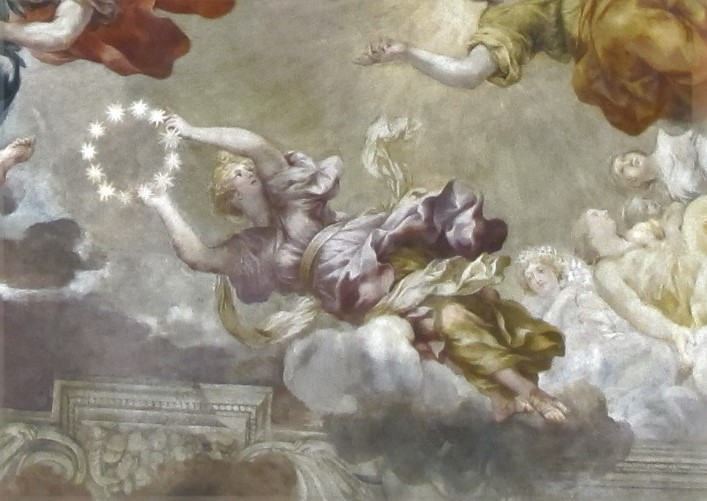
Palazzo Barberini, Rom: Maria Immacolata mit Sternenkranz von Pietro da Cortona

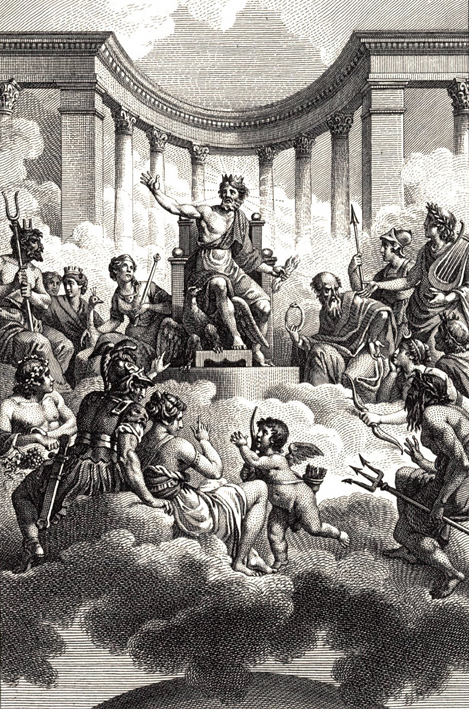
Die zwölf Olympischen Götter von Monsiau (spätes 18. Jh.)

Gelegentlich wird die Flagge vor einem christlich-biblischen Hintergrund gedeutet. So soll abweichend von der offiziellen Begründung, die allgemein auf die Zwölf als Symbol der Vollkommenheit und Vollständigkeit und das Blau als Farbe des Himmels verweist, eine bestimmte christliche Symbolik Pate gestanden haben. Arsène Heitz, einer der möglichen Gestalter der Flagge (s. o.), erklärte 2004 in einem Interview in der Zeitschrift „Lourdes“, er habe sich von der Offenbarung des Johannes inspirieren lassen, in der eine Krone von zwölf Sternen beschrieben wird.
Die im Interview angesprochene Stelle der Bibel lautet:

„Und es erschien ein großes Zeichen am Himmel: Eine Frau, mit der Sonne bekleidet, und der Mond unter ihren Füßen und auf ihrem Haupt eine Krone von zwölf Sternen.“

Weiterhin wird berichtet, dass Paul M.G. Lévy, ein Belgier jüdischer Abstammung, angesichts der in Leuven vorüberfahrenden zahlreichen Eisenbahnzüge, in denen die Juden von der deutschen Gestapo nach Osten in eine ungewisse Zukunft transportiert wurden, das Gelübde abgelegt habe, dass er, wenn er den Krieg lebend überstehen würde, zum katholischen Glauben konvertieren wolle, was er dann auch tat. Lévy, damals Direktor des Informations- und Pressedienstes im Europarat, sei 1955 an einer Marienstatue mit einem Sternenkranz vorbeigekommen. Durch die Sonne beschienen, leuchteten die goldenen Sterne vor dem blauen Himmel. Lévy habe daraufhin dem damaligen Generalsekretär des Europarates, Lodovico Benvenuti, einem venezianischen Christdemokraten, vorgeschlagen, zwölf goldene Sterne auf blauem Grund als Motiv für die Europaflagge zur Abstimmung zu stellen. Benvenuti war von dem Vorschlag begeistert und wenig später wurde der Vorschlag allgemein akzeptiert. Zuvor waren 1955 im Europarat sämtliche Entwürfe, die etwa nach dem Muster skandinavischer Flaggen ein Kreuz enthielten, von den Sozialisten aus ideologischen Gründen als zu christlich abgelehnt worden.
Einem anderen Bericht zufolge habe der damalige Generalsekretär, Léon Marchal, beim Verlassen des Sitzungssaales, in dem er zuvor die Flagge mit dem Verweis auf die zwölf Tierkreiszeichen und die zwölf Monate des Jahres durchgesetzt hatte, zu Lévy bemerkt, dass die Europaflagge wie durch Zufall den in der Apokalypse genannten Sternenkranz trage.
Lévy selbst hat diese Theorien nicht bestätigt. In einem Interview erklärte Lévy, dass für ihn allein die Symbolik der Perfektion und Vollständigkeit entscheidend gewesen sei. Sie zeige sich in den Sternzeichen, den zwölf Aposteln, den zwölf Söhnen Jakobs, den Stunden des Tages und den Monaten des Jahres. Erst Jahre später sei er auf die Krone in der Offenbarung Johannes’ aufmerksam gemacht worden. Auch der um einen Tag vorgezogene Beschluss am Festtag der Unbefleckten Empfängnis Marias sei Zufall gewesen. Später habe sich eine weitere Zufälligkeit begeben: Im Saal des Palazzo Barberini, in dem die Europäische Menschenrechtskonvention am 4. November 1950 unterzeichnet wurde, befindet sich in der Mitte der Decke eine Darstellung des Kranzes von Zwölf Sternen aus dem 17. Jahrhundert.
Daneben existieren eine Reihe weiterer Deutungen, die eine Rolle gespielt haben können und zum Teil mittlerweile in den offiziellen Beschreibungen des Europarates und der EU auftauchen: Die zwölf olympischen Götter die der griechischen Mythologie entstammen, nach der neben dem Namen des Kontinents an sich, auch andere europäische Projekte benannt sind wie die Rakete Ariane oder die Anti-Piraterie-Mission Atalanta; die zwölf Stämme Israels, die zwölf Tafeln des ersten geschriebenen römischen Rechts als Ausdruck der europäischen Rechtsgemeinschaft, zwölf Monate eines Jahres, zwölf Stunden der Uhr, die legendären zwölf Taten des Herkules, und das Produkt aus „Drei mal Vier“, wobei die Drei für die Dreifaltigkeit und die Vier für die vier Elemente oder Himmelsrichtungen stehen.

## Ähnlichkeiten mit anderen Flaggen
Einen ähnlichen Sternenkranz auf blauem Grund, allerdings mit 13 weißen Sternen, hatte die mastseitige obere Ecke (Gösch) in der sogenannten „Betsy-Ross-Version“ der Flagge der USA von 1776 bis 1795. Da die Flag Resolution der damals 13 Kolonien keine besondere Anordnung der dreizehn Sterne vorsah, gab es verschiedene Versionen und nur bei der Betsy-Ross-Version waren die Sterne im Kreis angeordnet. Auch auf der „Stars and Bars“-Flagge der Konföderierten Staaten von Amerika vom 4. März 1861 waren sieben fünfzackige Sterne im Kreis auf blauem Grund angeordnet. Weiterhin besitzt die Flagge von Kap Verde mit ihren 10 fünfzackigen gelben Sternen auf größtenteils blauem Grund eine große Ähnlichkeit.
Neben Staatsflaggen haben auch untergeordnete Gebietskörperschaften Flaggen, die der Europaflagge ähneln und einen Sternenkranz ausweisen, wie z. B. die türkische Stadt Bursa.

Betsy-Ross-Version der US-Flagge
Stars-and-Bars-Flagge der Konföderierten Staaten von Amerika
Die Flagge von Kap Verde
Flagge der Großstadt Bursa in der Türkei
Die Flagge von Mikronesien

## Reproduktion

Geometrische Konstruktion der Europaflagge

Das Europa-Emblem der Flagge ist frei verwendbar. Seine geometrische Beschreibung ergibt sich aus der nebenstehenden Zeichnung und der zugehörigen offiziellen Erläuterung der Europäischen Union:

„Das Emblem besteht aus einer blauen rechteckigen Flagge, deren Breite das Anderthalbfache der Höhe misst. Auf einem unsichtbaren Kreis, dessen Mittelpunkt der Schnittpunkt der Diagonalen des Rechtecks bildet, sind in gleichmäßigem Abstand zwölf goldene Sterne angeordnet. Der Kreisradius beträgt ein Drittel der Rechteckhöhe. Jeder Stern hat fünf Zacken, deren Spitzen einen unsichtbaren Umkreis mit dem Radius von jeweils 1/18 der Rechteckhöhe berühren. Alle Sterne stehen senkrecht, d. h. ein Zacken weist nach oben, während zwei weitere auf einer unsichtbaren Geraden ruhen, die die Senkrechte zum Fahnenschaft bildet. Die Sterne sind wie die Stunden auf dem Zifferblatt einer Uhr angeordnet. Ihre Zahl ist unveränderlich.“

Das Emblem hat folgende Farben: Pantone Reflex blue für den Hintergrund und Pantone Yellow für die Sterne. Pantone wurde gewählt, weil diese Farbdefinition weit verbreitet ist. Im Vierfarbdruck müssen die Farben folgendermaßen gebildet werden: 100 % Process Cyan plus 80 % Process Magenta für das Blau und 100 % Process Yellow für das Gelb. Die RGB-Farbwerte sind für den Hintergrund (blau): 0/51/153 (hexadezimal: 003399) und für die Sterne (gelb): 255/204/0 (hexadezimal: FFCC00).
|         | Blau          | Gelb            |
| ------- | ------------- | --------------- |
| RGB     | Blue (003399) | Yellow (FFCC00) |
| CMYK    | 100.80.0.0    | 0.0.100.0       |
| Pantone | Reflex Blue   | Yellow          |

## Verwendung der Flagge

### Urheberrecht
Der Europarat gestattet die Verwendung der Europaflagge jeder Person, sofern nicht der Eindruck erweckt wird, dass eine Verbindung zwischen dem Nutzer und den Institutionen der Europäischen Union oder des Europarates besteht, und sofern die Nutzung mit deren Zielen vereinbar ist. Eine Eintragung als Marke oder geistiges Eigentum ist nicht erlaubt.

### Offizielle Beflaggung

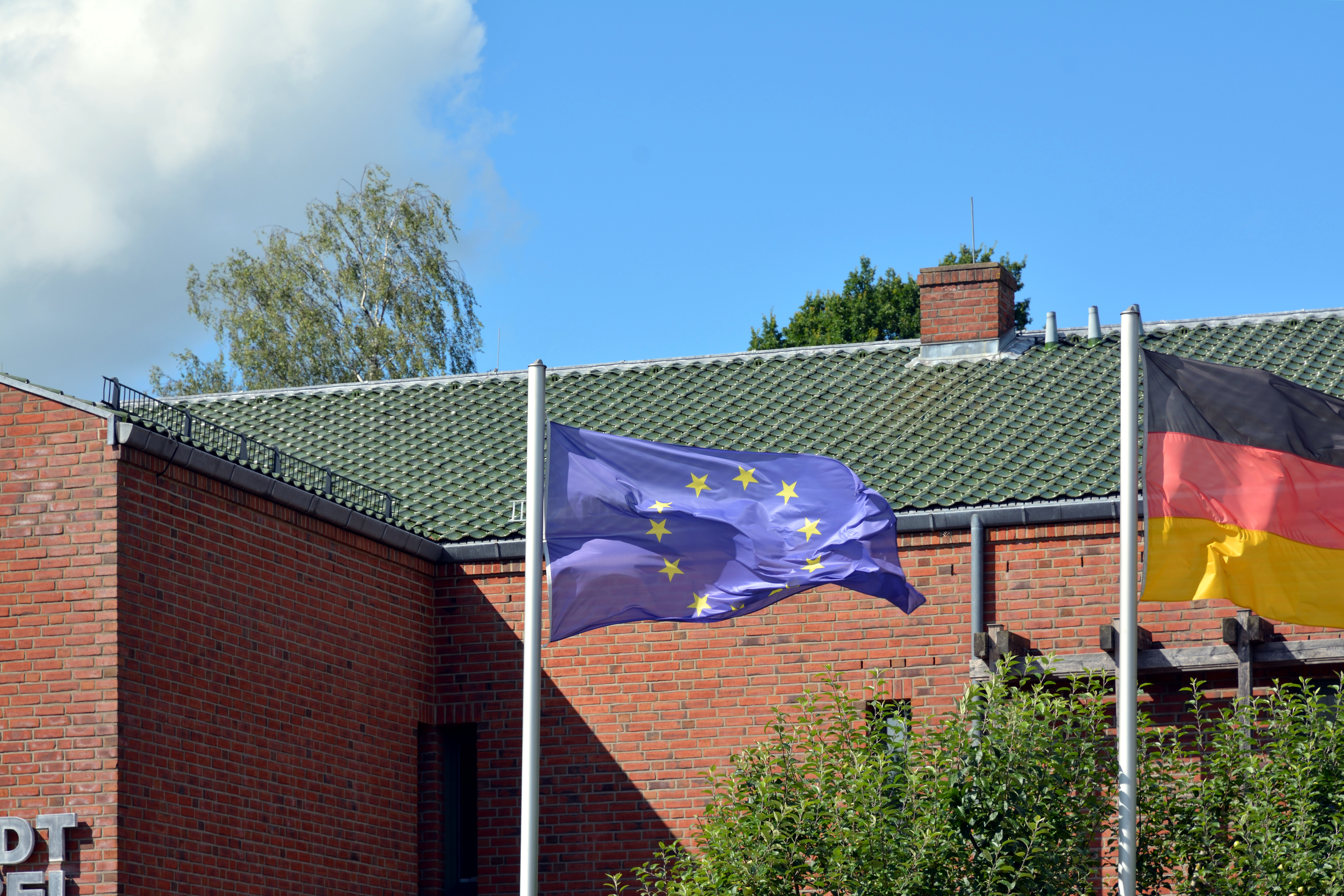
Falsch gehisste Europaflagge, die Sterne zeigen mit den Spitzen nach unten

Neben den Institutionen der Europäischen Union verwenden auch viele Mitgliedstaaten des Europarats die Europaflagge neben der eigenen Nationalflagge. So ist in Deutschland nach Möglichkeit bei der Beflaggung öffentlicher Gebäude von Bundesbehörden die Europaflagge zu setzen. Der Deutsche Bundestag setzt vor und auf dem Reichstagsgebäude neben der Bundes- auch die Europaflagge, ebenso in seinem Plenarsaal.
Da die EU über keine eigenen Schiffe oder Streitkräfte verfügt, wird die Europaflagge nicht als primäre Handels- oder Kriegsflagge verwendet. Jedoch führen einige sie als inoffizielles, zusätzliches Zeichen. Bei EUFOR-Soldaten beispielsweise ergänzt sie das nationale Hoheitsabzeichen. Behördliche Schiffe, die im Auftrag der EU die Fischereirechte in europäischen Hoheitsgewässern kontrollieren, führen außerdem ein von den europäischen Farben abgeleitetes Pennon als Erkennungszeichen.

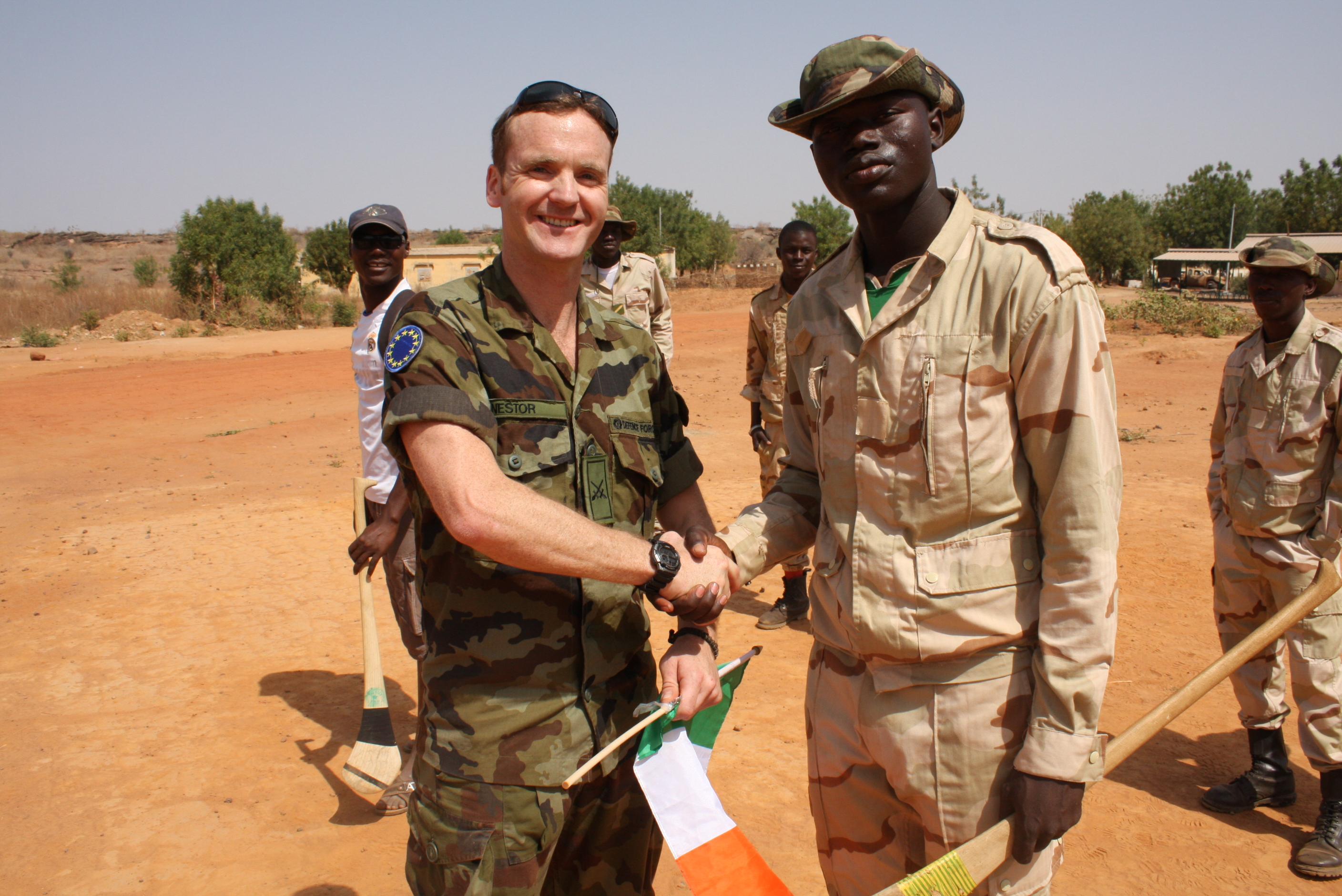
Links: Irischer Soldat mit EUFOR-Schulterabzeichen

Pennon der Fischerei-Inspektionsfahrzeuge

### Sonstige Verwendung

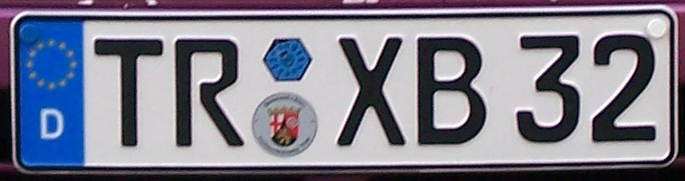
Deutsches Kennzeichen

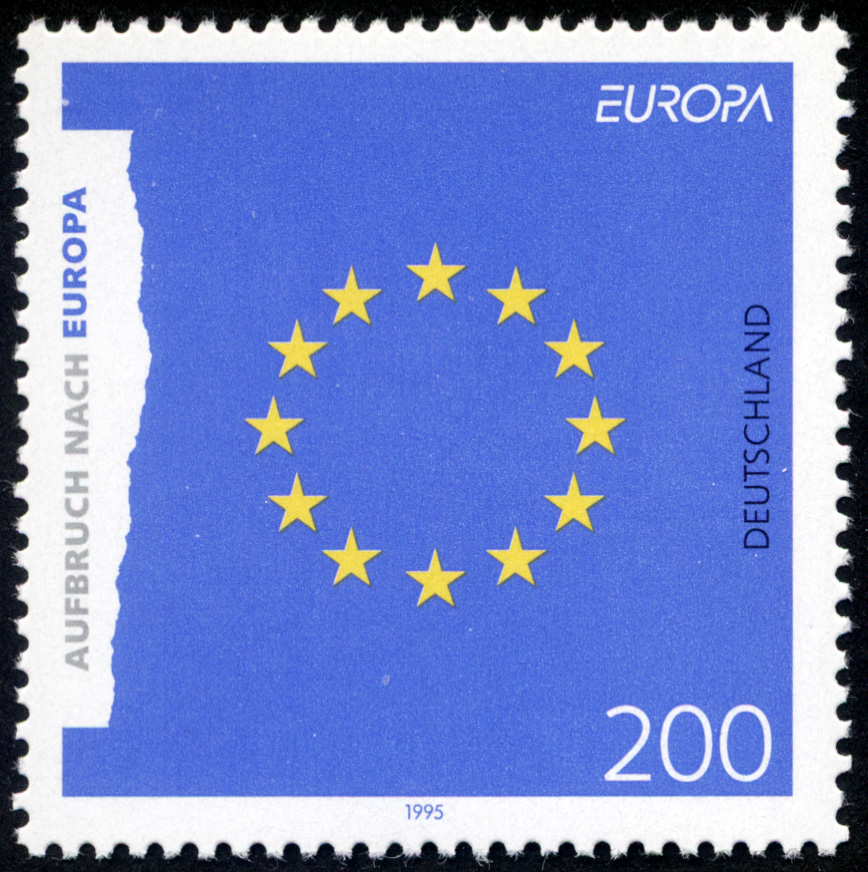
Deutsche Briefmarke vom 5. Mai 1995

Die Flagge findet sich auf vielen offiziellen Gegenständen in europäischen Staaten, zum Beispiel auf der gemeinsamen Währung Euro und auf Autokennzeichen. In der Heraldik ist das Wappen der ehemaligen Kirchspielslandsgemeinde Hennstedt zu nennen.

## Künstlerische Beiträge
Künstler haben immer wieder Vorschläge zur Neu- oder Umgestaltung der Europaflagge gemacht, um ihre Symbolhaftigkeit zu hinterfragen.

Flaggenvorschlag von Rem Koolhaas, 2002

2002 entwarf Rem Koolhaas zusammen mit seinem Architekturbüro OMA einen Vorschlag für eine neue Europaflagge als Reaktion auf die Einladung von Romano Prodi, dem damaligen Präsidenten der Europäischen Kommission, ein neues Branding für ein Europa der „Diversität und Einheit“ zu entwickeln. Der Entwurf besteht aus vertikalen Streifen in den Farben der Flaggen der Mitgliedstaaten. Er basiert auf dem Aussehen eines Barcodes und wird von Kohlhaas auch als solcher bezeichnet.
2002 bestand Koolhaas’ Entwurf aus 45 farbigen Streifen; 2006 wurde er um die Farben der 10 neuen Mitglieder erweitert.
Kritiker merkten dazu an, dass der Barcode die Wirtschaftsunion auf eine schlichte Auflistung von Nationalstaaten reduziert, deren Sinn und Zweck nur im wirtschaftlichen Miteinander bestehe.